# Іван Ілліч
Іван Ілліч (нім. Ivan Illich; 4 вересня 1926, Відень — 2 грудня 2002, Бремен) — австрійський філософ і соціальний критик хорватського походження, що дотримувався лівих поглядів.

## Біографія
Вивчав кристалографію і гістологію в університеті Флоренції. З 1942 по 1946 рік навчався теології і філософії у Ватикані. Потім служив священником у Нью-Йорку. Працював в Пуерто-Рико. У 1961 році заснував Центр міжкультурної комунікації в Куернаваці, Мексика. Центр займався підготовкою американських місіонерів для роботи в Латинській Америці.
Через десять років наростаючий радикалізм досліджень Центру викликав невдоволення Ватикану і перший в 1976 році припинив своє існування. Ілліч склав з себе сан наприкінці шістдесятих.
Починаючи з вісімдесятих років Ілліч багато подорожував, розділяючи свій час між США, Німеччиною і Мексикою, та викладав в Пенсільванському університеті і Бременському університеті.
У своїх численних книгах критикував різні сторони індустріального суспільства. Бачив небезпеку в узурпації людських цінностей і знання різними фахівцями та експертами. На зміну безпосереднього потягу людини до задоволення своїх нечисленних і базових потреб прийшла вимога відповідати встановленим зразкам споживання. Контролюється і нав'язується не тільки те, що ти хочеш, але і як ти це отримаєш.
Ілліч знаходив приклади подібних відносин і розподілу влади в освіті, медицині, енергоспоживанні та  гендерній системі.
Його погляди розділяли такі люди як теоретик освіти Пауло Фрейре і кримінолог Нільс Крісті.